# Alvin Martin
Alvin Edward Martin (Liverpool, 29 juli 1958) is een Engels voormalig betaald voetballer die als centrale verdediger speelde. Hij verdedigde twintig jaar de kleuren van West Ham United. 
Martin was drie decennia actief bij de Londense club en speelde 598 officiële wedstrijden. Hij werkt al enkele jaren als voetbalanalist voor Sky Sports. Hij is de vader van doelman David Martin, die onder meer dienstdeed als reservedoelman bij West Ham United.

## Clubcarrière

### West Ham United
Martin werd geboren in Walton, een buitenwijk van Liverpool. Hij sloot zich als 16-jarige aan bij de jeugdacademie van West Ham United, waar hij vervolgens twintig jaar lang onmisbaar was centraal in de verdediging, van 1976 tot 1996. Zijn bijnaam is onder de aanhang is Stretch.
Martin is een van twee West Ham United-spelers die tweemaal een testimonial heeft gekregen ter ere van zijn prestaties bij de club. Billy Bonds, aanvankelijk Martins ploeggenoot maar vanaf de jaren negentig zijn coach, was de andere Hammer die deze eer te beurt viel. Zij kregen er twee omdat zij (meer dan) twintig jaar voor de club uitkwamen.
Martin won de FA Cup met West Ham in 1980. Hij slaagde er voorts in een unieke hattrick te scoren tegen drie verschillende Newcastle United-doelmannen in dezelfde wedstrijd. Die zeldzame prestatie zette hij neer in april 1986. Martin, nota bene een centrale verdediger, vloerde doelman Martin Thomas (geblesseerd), zijn vervanger en middenvelder Chris Hedworth (uitgesloten) en aanvaller Peter Beardsley. Wetenswaardig is evenwel dat Newcastle voor deze wedstrijd geen reservekeeper achter de hand had, waardoor er altijd een veldspeler tussen de palen had moeten plaatsnemen indien er wat fout ging met doelman Martin Thomas. West Ham versloeg Newcastle met een spectaculaire 8-1. Dat seizoen eindigde hij met West Ham op de derde plaats, op vier punten van landskampioen Liverpool.
In 1989 degradeerde hij met West Ham naar het Championship, destijds de Second Division. In de jaren negentig keerde hij met de club terug naar de hoogste klasse, in die tijd alreeds bekend als de Premier League. Martin speelde nog 45 duels in de Premier League, alvorens West Ham alsnog te verlaten op 37-jarige leeftijd.

### Leyton Orient
Alvin Martin speelde nog een seizoen bij Leyton Orient, waar hij na afloop van het seizoen 1996/1997 zijn loopbaan beëindigde.

## Interlandcarrière
Martin is een 17-voudig Engels international en maakte deel uit van de selectie voor het WK 1986 te Mexico. In de groepsfase speelde hij mee tegen Paraguay. Martin verving de geschorste Terry Fenwick centraal in de defensie. In de knock-outfase speelde hij niet mee. Engeland werd in de kwartfinales uitgeschakeld door Argentinië, met onder meer de beroemde Hand-van-God-goal van Diego Maradona. Na de uitschakeling werd hij niet meer opgeroepen voor de nationale ploeg.